# Kupa galaxií v Eridanu
Kupa galaxií v Eridanu je kupa galaxií v souhvězdí Eridanu. Obsahuje přibližně 73 galaxií, které jsou součástí Místní nadkupy galaxií, stejně jako Místní skupina galaxií obsahující Mléčnou dráhu. Leží blízko kupě galaxií v Peci, avšak má větší počet členů a rozprostírá se na větší ploše. Kupa se skládá ze dvou hlavních částí: severní části, dominované eliptickou galaxií NGC 1407, a jižní části, kde hraje dominantní roli galaxie NGC 1395.

## Charakteristika
Kupa galaxií v Eridanu se nachází přibližně 85 milionů světelných let od Země, což odpovídá průměrnému rudému posuvu z ≈ 0,0055. Obsahuje přibližně 30 % eliptických a lentikulárních galaxií (E a S0), zatímco zbylých 70 % tvoří spirální a nepravidelné galaxie. Celková hmotnost kupy dosahuje přibližně 1014 slunečních hmotností, což naznačuje, že tato kupa je stále ve fázi formování.
Nejjasnější galaxie v kupě jsou spirální galaxie NGC 1232 a eliptické galaxie NGC 1407 a NGC 1395. NGC 1407 je dominantní galaxií v severní části kupy a svou gravitací ovlivňuje mnoho menších satelitních galaxií v okolí. Naopak jižní část kupy je ovládána galaxií NGC 1395, která hraje klíčovou roli ve zdejší dynamice. NGC 1232 je nejjasnější spirální galaxií v kupě a významně přispívá k její celkové svítivosti.
Kupa galaxií v Eridanu je úzce propojena s kupou galaxií v Peci (Fornax Cluster) a je považována za její rozšíření, někdy označované jako Fornax I. Obě kupy spolu tvoří významnou část Místní nadkupy galaxií. Relativně nízká rychlost rozptylu členů kupy naznačuje, že tato kupa je stále v procesu gravitačního sbližování, což poskytuje unikátní pohled na formování galaxií.

## Členové skupiny
Kupa galaxií v Eridanu obsahuje několik desítek galaxií. Kompletní seznam některých významných členů je uveden v následující tabulce:
| Název galaxie | Rektascenze (RA) | Deklinace (Dec) | Hvězdná velikost | Typ galaxie | Úhlová velikost (′) | Rozměry (kly) | Rudý posuv (km/s) |
| ------------- | ---------------- | --------------- | ---------------- | ----------- | ------------------- | ------------- | ----------------- |
| ESO 547-09    | 03 06,0          | −19 23          | 16,8             | Irr         | 1,3                 | 35            | 1509              |
| ESO 547-12    | 03 09,6          | −17 50          | 16,5             | Scd         | 1,5                 | 35            | 1837              |
| NGC 1232      | 03 09,8          | −20 35          | 10,7             | SAB(rs)c    | 6,9                 | 170           | 1517              |
| IC 1898       | 03 10,3          | −22 24          | 13,7             | SBc         | 3,4                 | 85            | 1164              |
| ESO 547-20    | 03 13,0          | −17 56          | 16,0             | SBm         | 1,2                 | 30            | 1825              |
| NGC 1258      | 03 14,1          | −21 46          | 13,9             | SBc         | 1,3                 | 30            | 1340              |
| NGC 1297      | 03 19,2          | −19 06          | 13,5             | E           | 2,0                 | 50            | 1395              |
| NGC 1300      | 03 19,7          | −19 25          | 11,2             | SBbc        | 6,0                 | 110           | 1421              |
| NGC 1315      | 03 23,1          | −21 23          | 14,0             | S0          | 1,5                 | 35            | 1534              |
| PGC 12680     | 03 23,4          | −19 17          | —                | Irr         | 1,3                 | 30            | 1400              |
| ESO 548-05    | 03 23,8          | −19 45          | 14,7             | SBm         | 1,5                 | 35            | 1690              |
| NGC 1325      | 03 24,4          | −21 33          | 12,3             | SBbc        | 4,7                 | 115           | 1446              |
| NGC 1325A     | 03 24,8          | −21 20          | 13,6             | SBcd        | 1,8                 | 45            | 1188              |
| ESO 548-16    | 03 26,0          | −21 20          | 15,6             | Scd         | 1,7                 | 40            | 1977              |
| NGC 1332      | 03 26,3          | −21 20          | 11,4             | E           | 4,2                 | 105           | 1383              |
| ESO 548-21    | 03 27,6          | −21 14          | 14,7             | SBd         | 2,0                 | 50            | 1541              |
| ESO 548-25    | 03 29,0          | −22 09          | 15,0             | SBa         | 1,3                 | 30            | 1542              |
| NGC 1345      | 03 29,5          | −17 47          | 14,3             | SBc         | 1,4                 | 35            | 1385              |
| ESO 481-30    | 03 29,6          | −23 21          | 15,5             | Scd         | 1,5                 | 35            | 1504              |
| NGC 1347      | 03 29,7          | −22 17          | 13,9             | SBc         | 1,4                 | 35            | 1624              |
| ESO 548-28    | 03 30,6          | −17 56          | 14,0             | S0          | 1,3                 | 35            | 1360              |
| ESO 548-29    | 03 30,8          | −21 03          | 14,3             | SBbc        | 1,1                 | 30            | 1175              |
| NGC 1353      | 03 32,1          | −20 49          | 12,4             | SBb         | 3,5                 | 85            | 1390              |
| ESO 548-32    | 03 32,3          | −17 43          | 15,8             | SBm         | 1,6                 | 40            | 1815              |
| ESO 548-33    | 03 32,5          | −18 57          | 14,5             | S0          | 1,3                 | 35            | 1552              |
| ESO 548-34    | 03 33,0          | −21 05          | 14,6             | SBc         | 1,1                 | 30            | 1610              |
| ESO 482-05    | 03 33,0          | −24 08          | 15,2             | SBcd        | 2,1                 | 50            | 1783              |
| NGC 1357      | 03 33,2          | −13 39          | 12,4             | Sab         | 3,2                 | 85            | 2018              |
| IC 1952       | 03 33,4          | −23 43          | 13,5             | SBbc        | 2,5                 | 60            | 1683              |
| IC 1953       | 03 33,7          | −21 29          | 12,7             | SBc         | 2,6                 | 65            | 1733              |
| NGC 1359      | 03 33,8          | −19 29          | 13,0             | SBm         | 2,1                 | 55            | 1833              |
| NGC 1362      | 03 33,9          | −20 17          | 14,2             | S0          | 1,2                 | 30            | 1085              |
| ESO 548-44    | 03 34,3          | −19 25          | 14,2             | S0          | 1,3                 | 35            | 1561              |
| ESO 548-47    | 03 34,7          | −19 02          | 14,1             | S0          | 2,5                 | 60            | 1472              |
| NGC 1367      | 03 35,0          | −24 56          | 11,6             | SBa         | 5,6                 | 140           | 1344              |
| NGC 1370      | 03 35,2          | −20 22          | 13,9             | E           | 1,5                 | 35            | 933               |
| IC 1962       | 03 35,6          | −21 18          | 14,8             | SBd         | 2,5                 | 60            | 1670              |
| ESO 482-11    | 03 36,3          | −25 36          | 14,7             | Sbc         | 1,4                 | 35            | 1469              |
| NGC 1377      | 03 36,7          | −20 54          | 13,8             | S0          | 1,7                 | 45            | 1645              |
| NGC 1385      | 03 37,5          | −24 30          | 11,5             | SBc         | 3,7                 | 90            | 1373              |
| NGC 1383      | 03 37,7          | −18 20          | 13,8             | S0          | 1,7                 | 40            | 1828              |
| ESO 482-17    | 03 37,7          | −22 55          | 14,9             | Sab         | 1,3                 | 30            | 1330              |
| NGC 1390      | 03 37,9          | −19 00          | 14,9             | SBa         | 1,3                 | 35            | 1078              |
| NGC 1395      | 03 38,5          | −23 02          | 10,7             | E           | 5,6                 | 140           | 1577              |
| NGC 1398      | 03 38,9          | −26 20          | 10,5             | SB(r)ab     | 7,1                 | 135           | 1289              |
| NGC 1403      | 03 39,2          | −22 23          | 14,1             | E           | 1,3                 | 30            | 1751              |
| NGC 1401      | 03 39,4          | −22 43          | 13,7             | S0          | 1,9                 | 50            | 1406              |
| NGC 1407      | 03 40,2          | −18 35          | 10,9             | E           | 5,1                 | 125           | 1650              |
| NGC 1415      | 03 40,9          | −22 34          | 12,8             | Sa          | 3,3                 | 80            | 1451              |
| NGC 1414      | 03 41,0          | −21 43          | 14,6             | SBbc        | 1,6                 | 40            | 1464              |
| NGC 1426      | 03 42,8          | −22 06          | 12,7             | E           | 2,5                 | 60            | 1296              |
| ESO 549-02    | 03 43,0          | −19 01          | 14,9             | SBm         | 1,3                 | 30            | 988               |
| ESO 549-06    | 03 43,6          | −21 14          | 15,7             | Irr         | 1,3                 | 30            | 1490              |
| NGC 1439      | 03 44,8          | −21 55          | 12,4             | E           | 2,6                 | 65            | 1577              |
| NGC 1440      | 03 45,0          | −18 16          | 12,9             | S0          | 2,2                 | 55            | 1403              |
| NGC 1438      | 03 45,3          | −23 00          | 13,3             | SBa         | 2,0                 | 50            | 1438              |
| NGC 1452      | 03 45,4          | −18 38          | 12,9             | Sa          | 2,3                 | 60            | 1619              |
| ESO 549-18    | 03 48,2          | −21 28          | 13,3             | SBc         | 2,5                 | 60            | 1473              |
| ESO 482-46    | 03 49,7          | −27 00          | 13,7             | Sc          | 3,5                 | 90            | 1422              |
| ESO 482-49    | 03 52,4          | −23 03          | 15,3             | Sc          | 1,1                 | 30            | 1377              |
| NGC 1482      | 03 54,6          | −20 30          | 13,3             | S0          | 2,2                 | 55            | 1753              |

## Význam
Kupa galaxií v Eridanu je významná pro studium formování a dynamiky kup galaxií. Mladá a relativně nekompaktní struktura kupy poskytuje klíčové informace o vlivu temné hmoty a gravitačních interakcí na vývoj galaktických struktur. Díky své blízkosti k Zemi (85 milionů světelných let) je také snadno pozorovatelná pomocí moderních astronomických přístrojů.